# Stig Tillmar
Stig Turesson Tillmar, född den 6 oktober 1925 i Nysunds församling, Örebro län, död den 14 oktober 2003 i Falkenberg, var en svensk företagsledare.
Tillmar var anställd vid Svenska Aeroplan Aktiebolaget i Linköping 1941–1947, i Bofors 1951–1954, i Volvo i Skövde 1954–1963, i Svenska Rayon 1963–1967, verkställande direktör i Boxholms aktiebolag 1967–1981 och vice verkställande direktör i Svenskt stål aktiebolag 1981–1984. Han vilar i minneslunden på Skogskyrkogården i Falkenberg.